# Alfred Nzo
Alfred Baphethuxolo Nzo (né le 19 juin 1925 à Benoni en Afrique du Sud et mort le 13 janvier 2000 à Johannesbourg) est un militant anti-apartheid et homme politique sud-africain, secrétaire général du Congrès national africain de 1969 à 1991 et ministre des Affaires étrangères d'Afrique du Sud de 1994 à 1999 dans le gouvernement Mandela.

## Biographie
Né à Benoni dans la province du Transvaal, au sein d'une famille de 5 enfants, fils de mineur, Alfred Nzo commença des études à l'université pour noirs de Fort Hare dans la province du Cap où il devint un militant politique de l'ANC.
Inspecteur de santé, il s'établit dans le township d'Alexandra près de Johannesbourg et participe activement dans les années cinquante à toutes les manifestations anti-apartheid.
Devenu un cadre de l'ANC, il perd son emploi et devient un militant à plein temps. N'ayant plus de travail et donc de justificatifs pour vivre à Alexandra, il est arrêté à plusieurs reprises 
En 1964, il parvient à s'extraire d'Afrique du Sud pour rejoindre le mouvement en exil où il représenta l'ANC d'Égypte à l'Inde en passant par la Zambie et la Tanzanie.
De 1969 à 1991, il est secrétaire général de l'ANC.
Au début des années 1990, il fait partie de la délégation qui négocie avec le gouvernement de Frederik de Klerk.
En 1991, il n'est pas réélu secrétaire général de l'ANC et laisse la place à Cyril Ramaphosa.
En 1994, il succède à Roelof « Pik » Botha au prestigieux poste de ministre des affaires étrangères dans le gouvernement d'union nationale de Nelson Mandela. Il est alors la première personnalité noire à exercer cette fonction.
En 1999, il ne participe pas au nouveau gouvernement de Thabo Mbeki.
Alfred Nzo est mort le 13 janvier 2000 à la clinique Olivedale de Randburg près de Johannesbourg.

## Alfred Nzo District
Son nom a été donné à un des districts municipaux les plus pauvres du pays dans la province du Cap-Oriental.
Dénommé « Alfred Nzo District », il regroupe les municipalités locales de Umzimvubu et de Umzimkhulu pour une population de 555 000 personnes dont 76 % de chômeurs.